# Prigione di Saint-Lazare

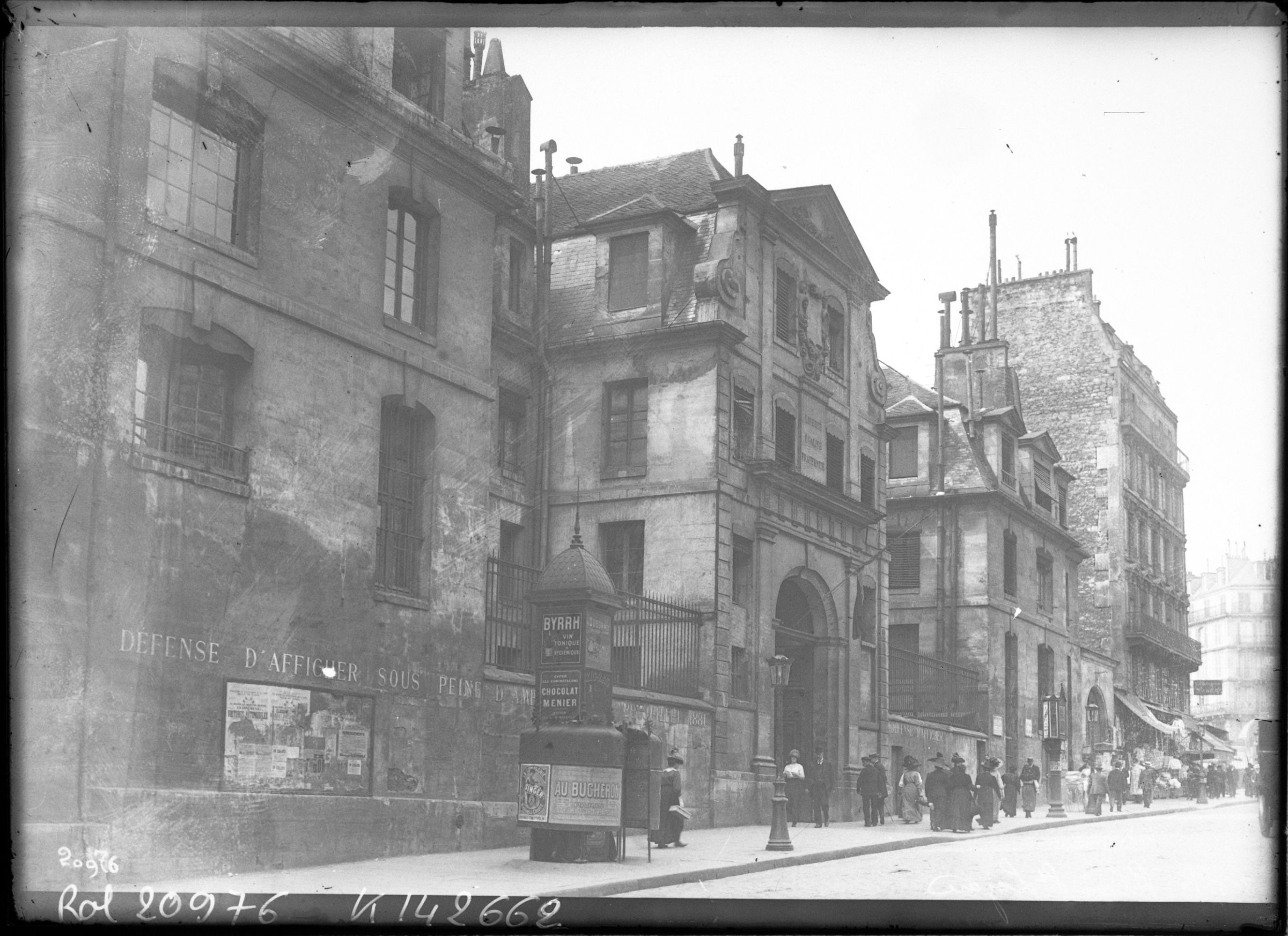
La prigione in un’immagine storica del 1912

La prigione di Saint-Lazare era una struttura carceraria situata nel X arrondissement di Parigi.

## Storia
Originariamente, la struttura era collocata sulla via tra Parigi e Saint-Denis sul limitare di una zona paludosa nei pressi della quale scorreva la Senna. Gli edifici furono ceduti il 7 gennaio del 1632 a Vincent de Paul della Congregazione della Missione. A partire da questo momento divenne un luogo di reclusione per soggetti indesiderati, oppure giovani scapestrati che vi venivano rinchiusi su richiesta delle loro famiglie.
Saint-Lazare era situato nell'enclos Saint-Lazare, la più grande di Parigi fino alla fine del XVIII secolo, delimitata a sud da rue de Paradis, a est da rue du Faubourg-Saint-Denis, a nord dal boulevard de la Chapelle e a ovest da rue du Faubourg-Poissonnière.
La trasformazione in prigione di Stato si ebbe durante il Regime del Terrore, nel 1793. In seguito fu convertita in carcere femminile (1896), subendo nel corso del tempo modifiche sostanziali. Largamente demolita nel 1935, la struttura fu occupata nei suoi edifici rimanenti dall'Assistance Publique - Hôpitaux de Paris, che vi è rimasta sino ai giorni nostri. Le uniche componenti inalterate tuttora esistenti sono l'infermeria della prigione e la cappella (progettate da Louis-Pierre Baltard nel 1834).